# Gyűrűzés

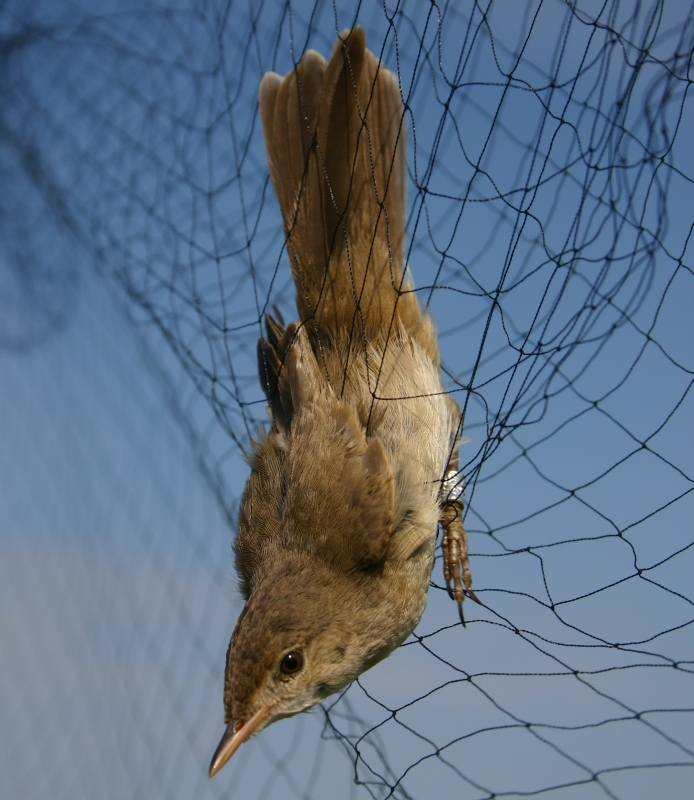
Madárbefogás függönyhálóval (cserregő nádiposzáta)

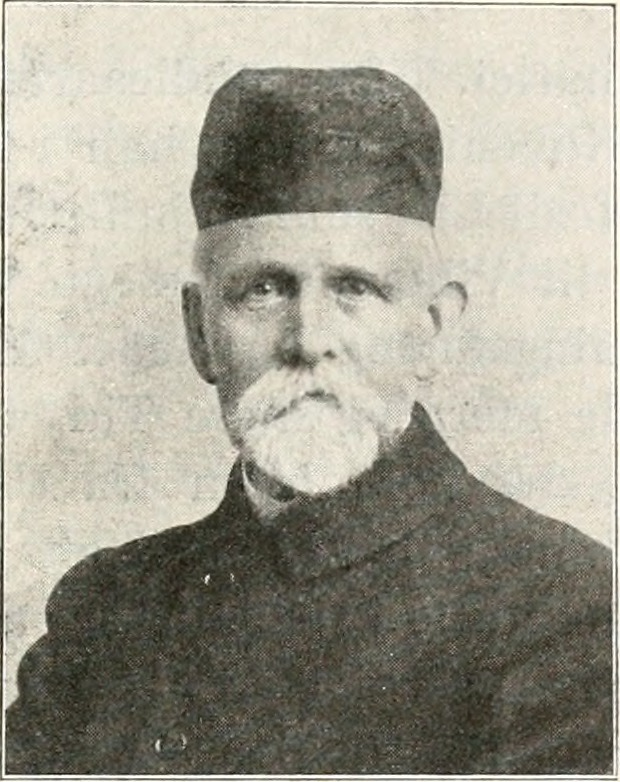
Hans Christian Mortensen (1856-1921)

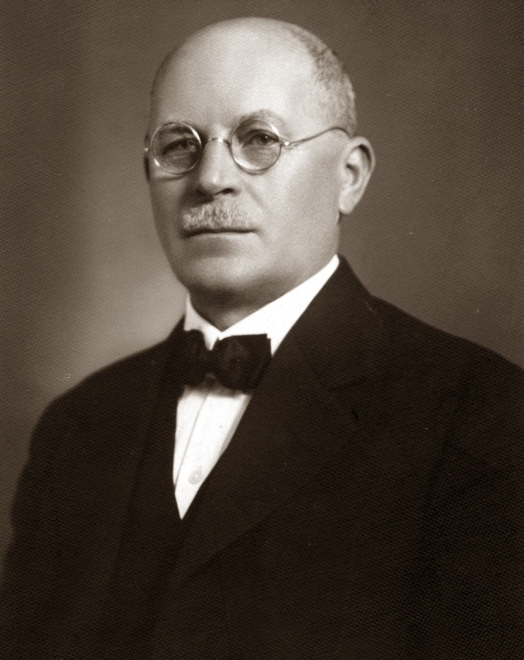
Schenk Jakab (1876-1945)

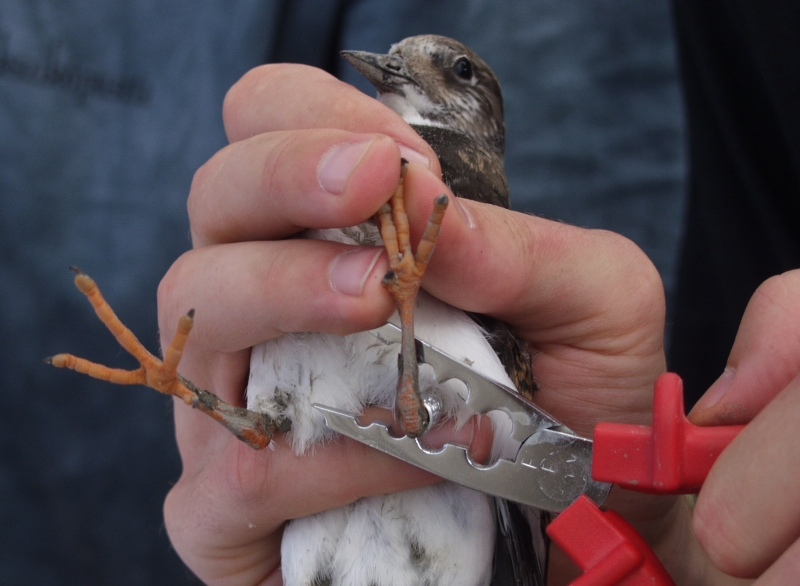
Madárgyűrűzés (kőforgató)

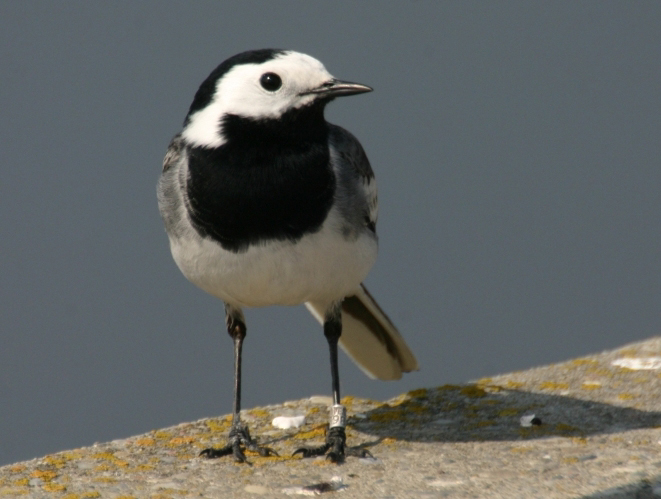
Gyűrűs barázdabillegető (Budapest M38986)

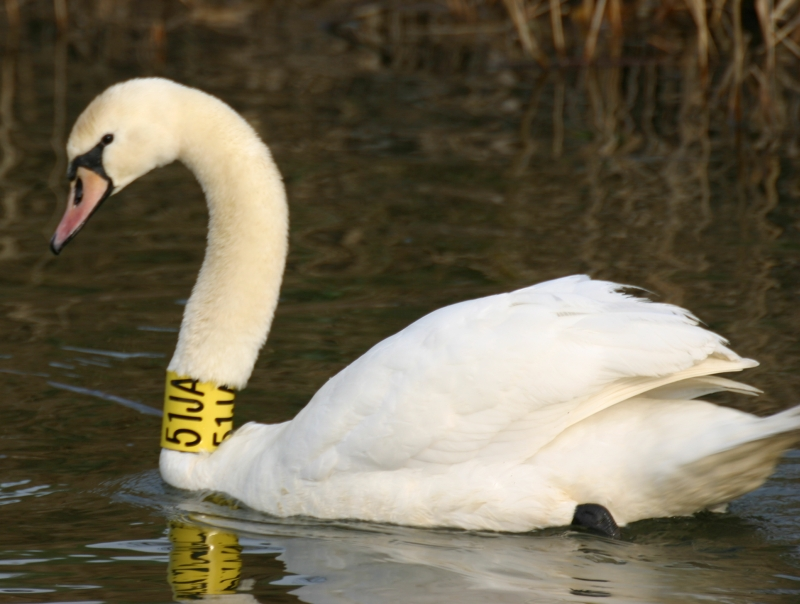
Nyakgyűrűs bütykös hattyú

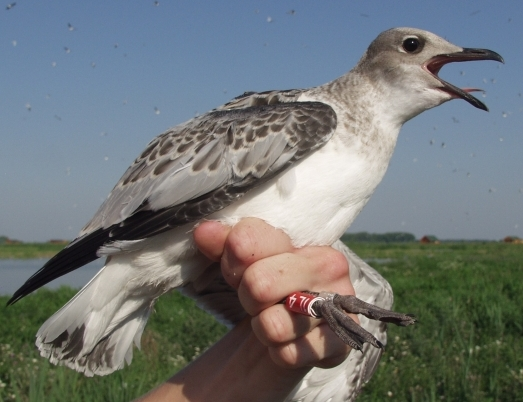
Fiatal szerecsensirály gyűrűzése színes gyűrűvel (1L4)

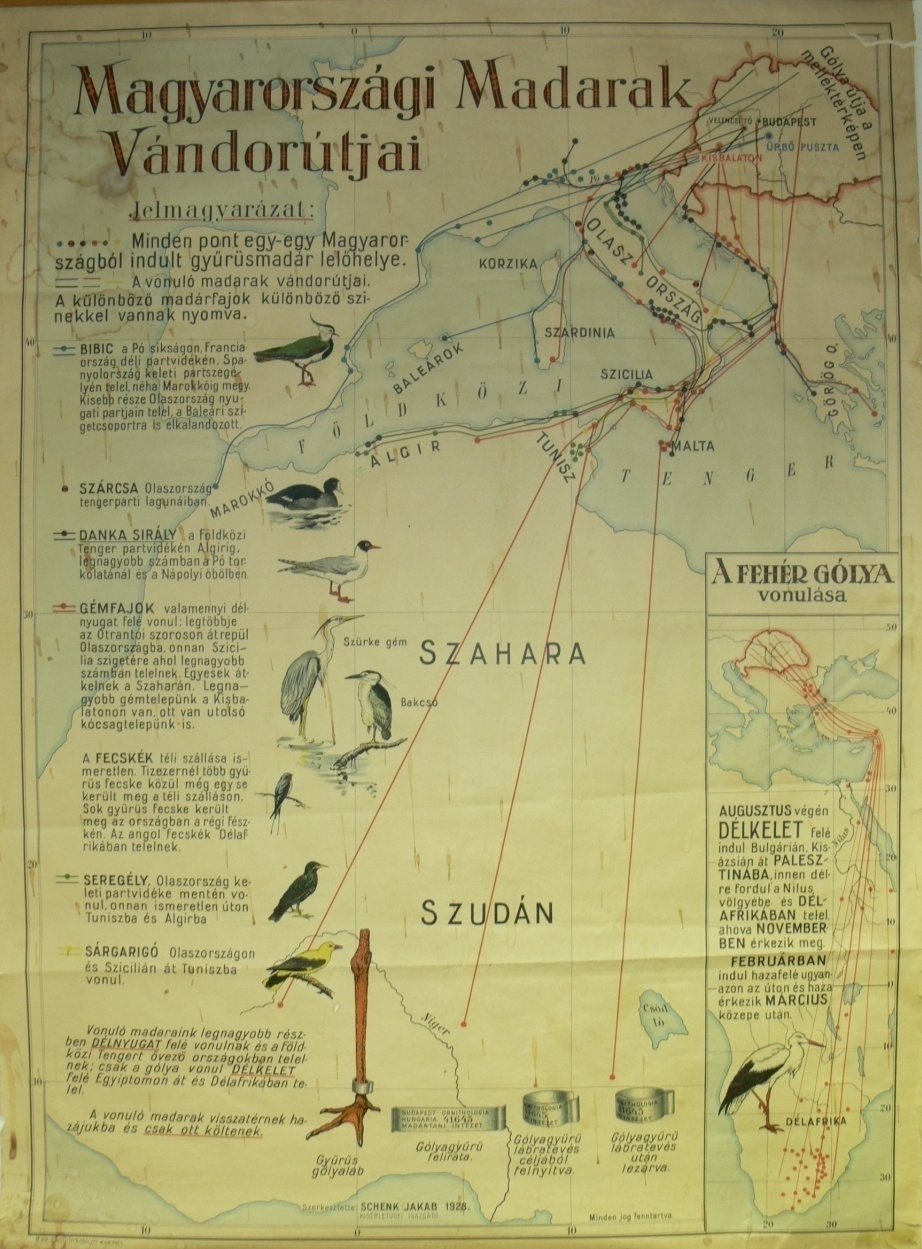
1928-as plakát a magyarországi madárvonulásról

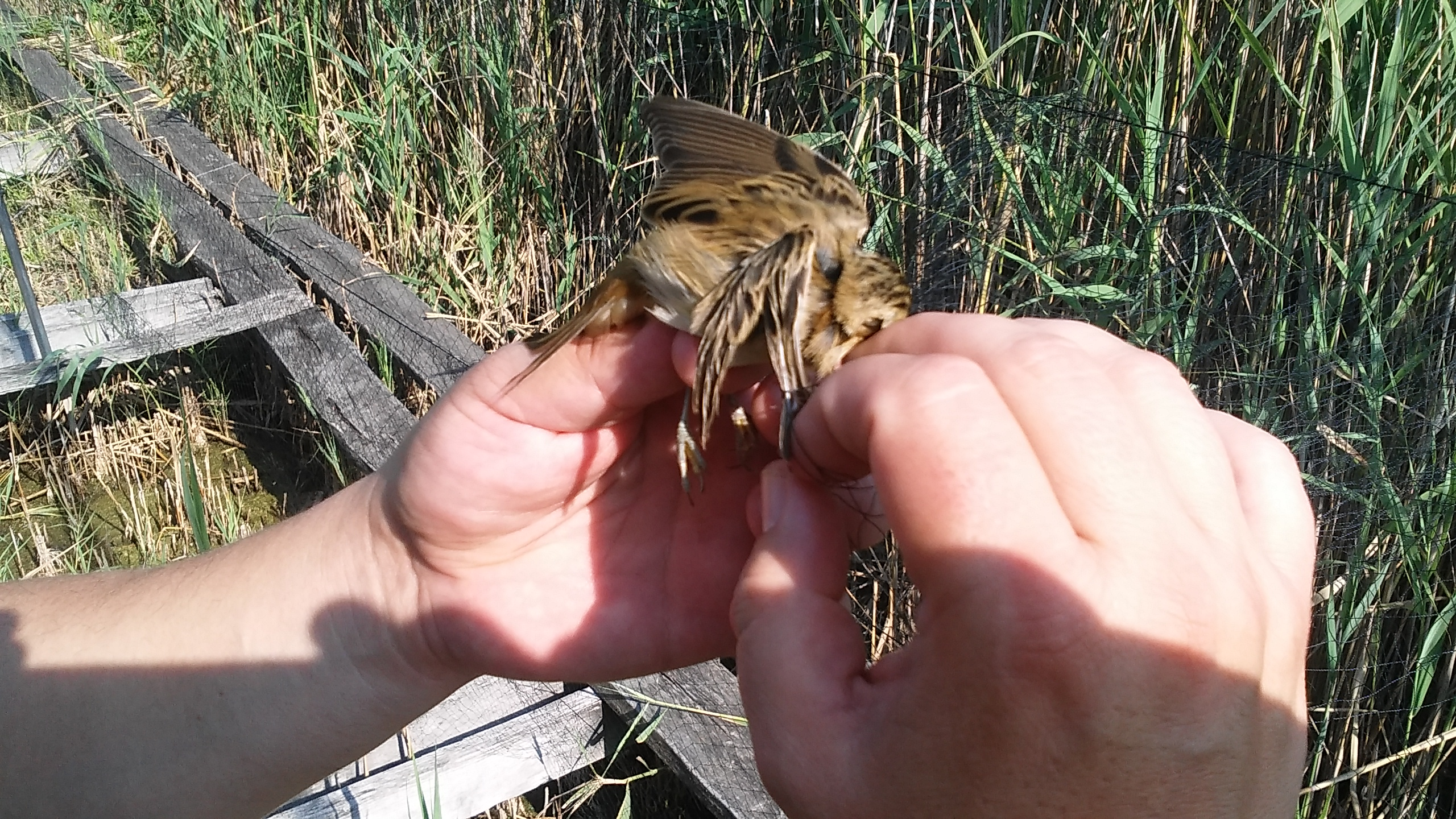
Madárszedés függönyhálóból (foltos nádiposzáta, Ócsa)

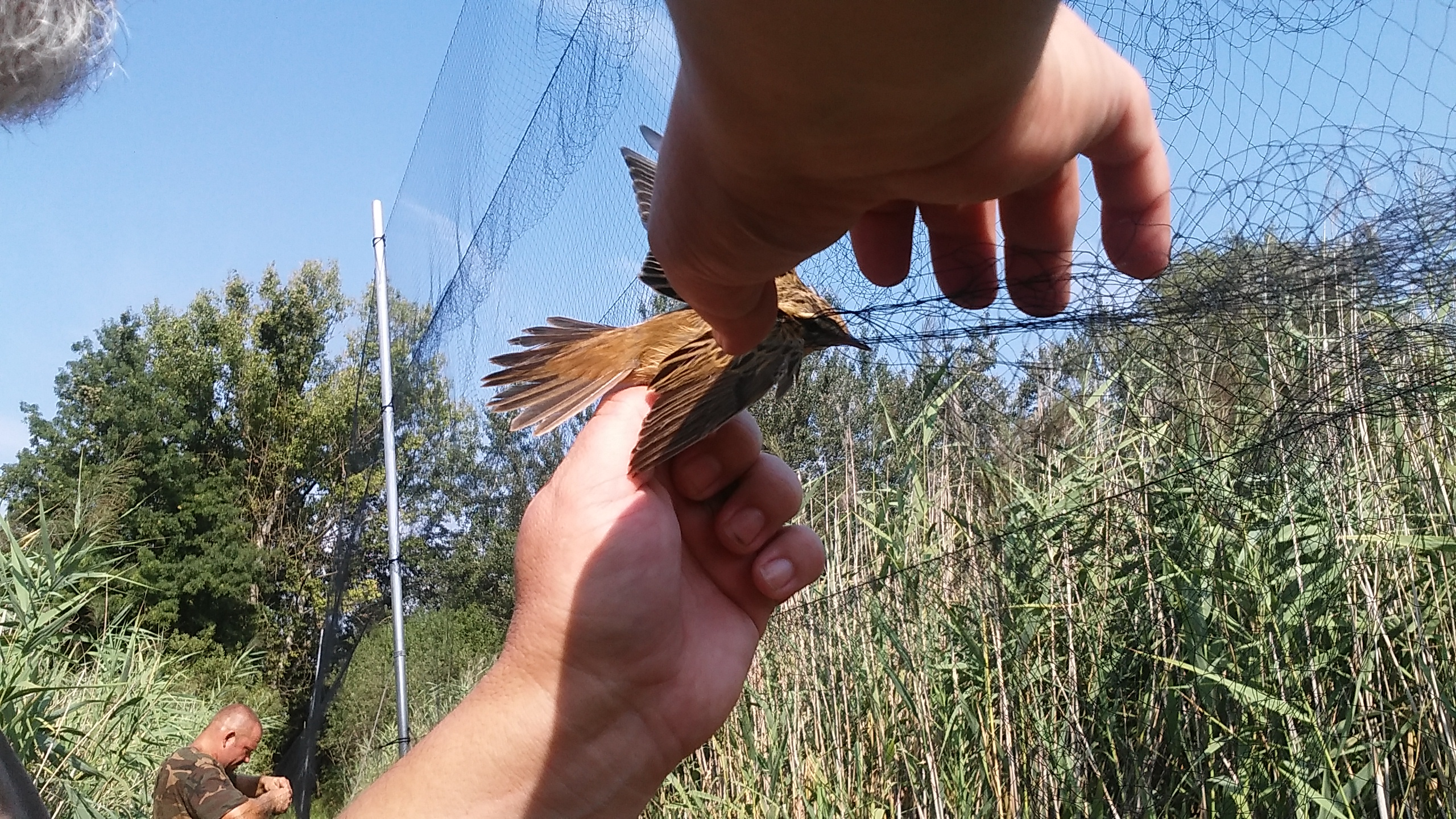
Madárszedés függönyhálóból (foltos nádiposzáta, Ócsa)

A gyűrűzés a kis testű állatok egyedi jelölésének egyik legrégebben használt módszere. A gyakorlatban a vadon élő madarak, a fogságban tartott madarak (díszmadarak, állatkerti példányok stb.) és a denevérek esetében használatos. Leginkább az egyedi kóddal ellátott gyűrűtípusok elterjedtek, de gyakran színes gyűrűk kombinációját is alkalmazzák. Az egyedi jelölés célja leggyakrabban a vonulás kutatása, de ha ökológiai vagy etológiai vizsgálatok során szükséges az egyes vizsgált példányok későbbi azonosíthatósága, ugyancsak többnyire ez a bevált módszer jelenti a leginkább kézenfekvő megoldást.
Mivel Magyarországon a gyűrűzéssel megjelölhető állatfajok közül valamennyi denevérfaj és a vadon élő madarak túlnyomó része védett, ezek befogásához és jelöléséhez speciális jogosítvány (a védett állatfajok védelmére, tartására, hasznosítására és bemutatására vonatkozó részletes szabályokról szóló, 348/2006. (XII. 23.) számú kormányrendelet rendelkezései szerinti engedély) szükséges.

## Vadon élő madarak tudományos célú gyűrűzése
A madarak jelöléséhez alkalmas, egyedi kóddal ellátott fém lábgyűrűt Hans Christian Mortensen (1856-1921) dán középiskolai tanár alkalmazta először 1899-ben, seregélyeken. Magyarországon 1908-ban, Dánia és Németország után a világon harmadikként kezdték meg a madarak gyűrűzését. A madárgyűrűzés igazi jelentőségét a madárvonulás kutatásában elsőként Schenk Jakab ismerte fel, aki 1898-tól volt munkatársa a Magyar Ornithológiai Központnak, és – több hazai szakember aggodalma, illetve támadásai ellenére – javasolta Herman Ottónak a módszer hazai bevezetését.
Már az első évben, 1908-ban összesen 27 madárfaj 1064 példányát jelölték meg a Magyar Ornithológiai Központ munkatársai, a "BUDAPEST" feliratú jelölőgyűrűkkel. Az első öt hazai gyűrűsorozatot a rossitteni Johannes Thienemanntól kapott mintagyűrűk alapján készítették el.
Sajnálatos módon a második világháború során az értelmetlen pusztítás áldozata lett 1944 decemberében – számos más természeti, emberi és kulturális érték mellett – a Madártani Intézet teljes archívuma és gyűjteménye is. A háború előtti, töredékesen megmaradt adatok alapján a Magyarországon legkorábban meggyűrűzött madár egy Felsőpeszéren 1908. június 17-én megjelölt gólyafióka volt, amit Cerva Frigyes gyűrűzött.

### Madárbefogásra használt eszközök
A madárfajok egy részénél (főleg a kisebb testű fajoknál) a kifejlett példányok befogása viszonylag könnyű, ezek esetében a madárgyűrűzést végző kutatók elsősorban kifejlett egyedek befogására törekszenek. Egyes fajok esetében viszont a kifejlett egyedek befogása vagy nagyon körülményes, vagy aránytalanul nagy idő- és energia-ráfordítást igényel, esetleg kifejezetten veszélyeztetheti is az egyedek testi épségét. Ilyen fajoknál a gyűrűzők elsősorban a fészekben ülő, még repülésképtelen fiókák jelölésére összpontosítanak.
A legismertebb fogóeszközök a közép-európai viszonyok közt
Függönyháló: A függönyháló évtizedek óta a legelterjedtebb fogóeszköz, amely a kis és kisebb-közepes méretű fajok esetén (nagyjából galamb méretig) általában hatékonyan használható. A háló általában 12 méteres, ritkábban 6, 10 vagy 18 méteres hosszúságú, 2-3 méter magas, és a magasságától függően (2-)4-6 "zsebes"; lyukbősége eltérhet attól függően, hogy milyen fajok befogására szeretnék felhasználni. A háló lyukmérete a fecskefélék és kis énekesek fogására alkalmas, legkisebb lyukméretű hálóktól a rigókig terjedő mérettartományig terjedhet. A vékony szálból kötött téglalap alakú hálót erősebb vezetőszálakra fűzik fel, amelyeken teljes kifeszítés mellett is lazán függ. A hálót a két végén a vezetőszálak végződésénél lévő "füleken" átfűzött rúd (stangli) feszíti ki. A hálónak repülő madár a lazán lógó zsebekbe hull, majd ott kapálózás közben belegabalyodik a hálószemekbe, annyira, hogy önerőből nem tud kiszabadulni, de a gyűrűzést végzők számára – bizonyos mennyiségű, általában nem túl sok gyakorlás után – a kiszabadítása többnyire csak másodpercek kérdése.
Azok számára, akik újoncként vagy „külsősként” szeretnének bekapcsolódni egy-egy gyűrűzőtábor, netán egy-egy gyűrűzőállomás munkájába, rendszerint az a legelső minimum követelmény, hogy (a táborvezető vagy a tábori gyűrűzésvezető által igazolt módon) megtanuljanak függönyhálóból magabiztosan és problémamentesen kiszedni oda beakadt kis énekesmadarakat, illetve tudjanak és merjenek segítséget kérni tapasztaltabb társaiktól, rögtön amint felismerik, hogy egy példánnyal mégsem boldogulnak.
Kandli: Talajhoz rögzített, kis méretű csapóháló, amelyet rugóerő mozgat. A kandlikat főként kisebb madarak, leginkább rovarevő énekesmadarak fogásánál alkalmazzák. A négyzet alakúra kötött háló egy rugós fém keretre van rögzítve, s a keretet fel kell csalizni valamilyen, a megfogni kívánt madárfaj számára csábító zsákmányállattal. Mivel a kandlikat leginkább rigóféle énekesmadarak befogására használják, az elsütőszerkezetet (amit a madárgyűrűzők jelentős része helyben farag) élő lisztkukaccal szokták felcsalizni. Ha a zsákmányállatot bármilyen madár megpróbálja felcsippenteni, azzal kioldja az elsütőszerkezetet, és a háló villámgyors lecsapódásával fogságba kerül. Partimadaraknál alkalmazva a víz szélén elhelyezett kandli elsütőszerkezetét botlódrót oldja ki.
Varsa: Vízimadarak befogásához használatos eszköz. Működési elve megegyezik a halászatban alkalmazott hasonnevű eszközével: a hálóval borított varsába befelé szűkülő bejáraton, gyalog vagy úszva jutnak be a madarak és nem találnak ki. Az iszapban szedegető vagy sekély vízben úszó madarakat terelő vezeti a bejárathoz.
Rakétaháló: Nagyméretű, téglalap alakú háló, amelyet ludak, partimadarak fogásánál használnak. Az egyik szélét a talajhoz rögzítve harmonikaszerűen keskenyre összehajtogatva olyan helyre telepítik, ahol rendszerint sok madár tartózkodik. Valójában nem rakéta, hanem "ágyú-háló" (Kanonennetz), mert a célterületen lévő madarak felett a hálót aknavetőszerű csövekből kilőtt és a hálóhoz erősített súlyok rántják át, amelyeket leshelyről indít el a befogást irányító személy. Mivel egyszerre nagyon sok (akár több száz) madár fogható így, sok ember kell a szedéshez.
Kockaháló: Speciálisan megkötött, nappali ragadozómadarak befogásához használt háló, amely felállítva egy kb. 1 x 1 méteres kockát formáz. Az alul lerögzített hálót a négy sarkánál száraz nádszállal állítják fel (így adja ki a kockaformát), előtte alá egy élő csaliállatot, jellemzően házigalambot tesznek béklyózva, ami a madarat nem akadályozza a mozgásában, csak az elrepülését akadályozza meg. A hálót nyílt terepen, a ragadozómadarak számára jól látható helyen célszerű felállítani; amikor a ragadozó lecsap, a háló összeborul és foglyul ejti a támadót.
Emellett a madárfogásra módszerek, csapdák, berendezések sok százféle változatát és típusát kísérletezték ki. Ezek főként különleges életmódú madárfajok egyedeinek befogásánál játszanak szerepet.

### Gyűrűtípusok
Alumínium lábgyűrűk: A Mortensen által kitalált forma lényegében nem változott az elmúlt 100 év során. A kifejlett egyedekre zárt gyűrűt felhelyezni már nem lehet, ezért kisebb-nagyobb, téglalap alakú lapocskákból készült nyitott gyűrűt alkalmaznak, amelyekbe a kibocsátó gyűrűzőközpont nevét és egy karaktersorozatot vésnek. Ez teljesen egyedivé teszi a gyűrűt. A nagyobb méretű gyűrűket kinyílás ellen felhelyezéskor szegecseléssel rögzítik, vagy biztonsági fülecskét hajtanak rá. Bár a legtöbb ilyen gyűrű anyaga alumínium, újabban a fokozott kopásnak kitett helyeken (pl. iszapban tocsogó) madarak jelölésére rozsdamentes acélból is készítenek (tartósabb) gyűrűket. A gyűrűzés hajnalán vörösrezet is használtak gyűrűkészítésre. A nyitott gyűrűt speciális fogóval kell összezárni a madár lábán.
Színes műanyag lábgyűrűk kóddal: Rendszerint sirály méretű, vagy annál nagyobb madaraknál alkalmazzák, mert a nagyobb gyűrűn már távcsővel, messzebbről leolvasható kód is elfér. A gyűrűt két különböző színű, összeragasztott pvc lapból készítik. A számokból és betűkből álló karaktersorozatot úgy gravírozzák a gyűrűre, hogy a vésetben a másik szín legyen látható (pl. fekete-fehér). Az egyedi kódot a madárfaj, a gyűrű színe, elhelyezkedése (melyik lábon, csüdízület alatt vagy felett) és a karaktersorozat (2-4) együttesen határozzák meg. A madár élete során számos leolvasást érhet meg, így ez a módszer hatékonyabb.
Színes műanyag nyakgyűrűk kóddal: Ezt a gyűrűt speciálisan ludak és hattyúk jelölésére alkalmazzák. Anyaga, elkészítése a színes, kóddal ellátott lábgyűrűével megegyezik, attól méretében tér el, illetve elhelyezésében. A madár hosszú, karcsú nyakára helyezik fel úgy, hogy viselkedésében, táplálkozásában ne akadályozza, vagy veszélyeztesse, de a fején át ne tudjon lecsúszni. Erről a kódot (2-4 karakter) egy erős távcsővel akár 4–500 méter távolságból is le lehet olvasni.
Színes gyűrűk kód nélkül: A színes oxidréteg miatt színes fémből, vagy anyagában színes műanyagból készült gyűrűket egyedi jelölésre több gyűrűből álló kombinációhoz használják. Ezek száma, színe, az egymáshoz és a madárhoz (bal/jobb láb, ízület alatt/felett) viszonyított helyzete határozza meg a kódot fajonként.
Speciális jelölési módok: A madarak egyedi jelölésére számtalan módszert kipróbáltak, de a gyűrűzéshez hasonlóan széles körben alkalmazott más megoldást nem sikerült találni. Nagy testű madarakon (pl. túzokok, keselyűk) ritkán az ún. szárny-krotáliát használják, vadrécéknél nagyon ritkán a csőr-krotáliát.
Magyarországon jelenleg használt alumínium lábgyűrű-típusok: Fő szabály, hogy minden madárra olyan gyűrűt kell tenni, amely nem akadályozza a mozgásban és nem okoz számára sérülést. Az előre elkészített gyűrűket szükség esetén a madár lábának átmérőjéhez hozzá kell igazítani (megvágni). A gyűrűzőközpontok megadják az egyes fajok jelöléséhez alkalmazható gyűrűtípusokat Archiválva 2020. szeptember 21-i dátummal a Wayback Machine-ben.
| Gyűrűtípus neve | Belső átmérő (mm) | Magasság (mm) |
| --------------- | ----------------- | ------------- |
| füzike          | 2,0               | 4,0           |
| kis-poszáta     | 2,5               | 5,0           |
| nagy-poszáta    | 2,8               | 5,5           |
| jégmadár        | 3,5               | 3,5           |
| meggyvágó       | 3,5               | 5,5           |
| gyurgyalag      | 3,75              | 4,5           |
| rigó            | 4,2               | 7,0           |
| limicola        | 5,0               | 7,0           |
| sirály          | 6,0               | 9,0           |
| varjú           | 8,0               | 9,0           |
| réce            | 10,0              | 10,0          |
| gém             | 12,0              | 10,0          |
| sólyom          | 14,0              | 10,0          |
| kis-sas         | 14,0              | 10,0          |
| kormorán        | 18,0              | 10,0          |
| sas             | 23,0              | 15,0          |
| hattyú          | 26,0              | 20,0          |

### Mit kell tenni gyűrűzött madár (denevér) kézrekerülésekor?
Aki gyűrűs madarat, madártetemet, jelölőgyűrűt talál, fém- vagy színes gyűrűs madarat észlel, értesítse az illetékes madárgyűrűzési központot! A megkerülési adat beépül a hazai madárgyűrűzési adatbankba, és a központ munkatársai a feldolgozás után visszaküldik a gyűrűzési és megkerülési adatokat egy válaszlevélben. A lejelentendő információk:
- a gyűrű pontos felirata és száma (elpusztult gyűrűs madár megtalálásakor, vagy ha csak a gyűrű kerül elő, a gyűrűt lehetőleg be kell küldeni a jelentéssel együtt a madárgyűrűzési központba)
- madárfaj (ha megállapítható)
- a megtalálás vagy a megfigyelés helye (pontos hely vagy a legközelebbi település neve)
- a megtalálás dátuma (pontosan, vagy ha ez nem ismert, megközelítő jelleggel, pl. 2008 nyár)
- a megkerülés körülményei (pl. üvegnek ütközött; macska fogta meg; autó ütötte el; a gyűrűszám a madár befogása nélkül lett leolvasva stb.)
- a madár vagy tetem állapota (pl. egészséges, elengedve; friss tetem; régi tetem; csak a gyűrű került meg stb.)
- a bejelentő neve és elérhetősége.

A felsorolt jelentési adatok online módon is megadhatók és beküldhetők, a 17 európai nyelven elérhető www.ring.ac honlapon.
A Magyar Madárgyűrűzési Központ címe: Budapest 1021 Költő u. 21. Telefon: +36-1-275-6247, fax: +36-1-275-6267; e-mail: ringers@mme.hu.

### Gyűrűzőmunka
A madárgyűrűzéshez engedéllyel rendelkező madárgyűrűző, fogóeszközök és szabályos jelölőgyűrűk kellenek. Mivel jelentős mennyiségű madár gyűrűzéséhez költséges eszközök szükségesek, ezért a megjelölt madarak túlnyomó részét e célra alapított és működtetett állomások végzik világszerte. Az első madárvártát 1901-ben Johanness Thienemann alapította Rosittenben, majd Helgolandon létesített Hugo Weigold 1909-ben máig üzemelő gyűrűzőállomást.
Gyűrűzőközpontok: A gyűrűzőközpontok feladata a gyűrűzőmunka koordinálása, a belföldi és országok közötti adatcsere. Rendszerint nemzeti gyűrűzőközpontok léteznek, de például Németország több gyűrűzőközpontot is fenntart. A gyűrűzőközpontok tárolják az aktív gyűrűzők által és az programokban jelölt madarak gyűrűzési adatait. A gyűrűzőközpontok a beérkező megkerülési adatokat továbbküldik a visszafogott madár jelölési helye szerint illetékes gyűrűzőközpontnak, ahonnan hozzájutnak annak jelölési adataihoz. A gyűrűzőközpontok ezután kiértesítik a madár gyűrűzőjét és visszajelentőjét is. Ma ez már szinte teljes egészében az interneten keresztül történik.
A gyűrűzőközpontoknak fontos szerep jut az adatkezelésben és adatszolgáltatásban a tudományos célú adatfeldolgozást végzők felé.
Gyűrűzőállomások: A gyűrűzőállomások hivatásos, vagy önkéntes személyzettel, szálláshellyel, munkakörnyezettel megfelelő infrastruktúrát nyújtanak a hosszú ideig (akár több évtizedig) folyamatosan végzett munkának, nagy tömegű madár jelöléséhez. Magyarországon a gyűrűzőállomásokon anyagi okokból ezek csak részben biztosítottak, az önkéntes munkának van kiemelt szerepe.
Nemzetközi koordináció - EURING: Az európai központok együttműködését az 1963-ban, Párizsban megalapított EURING (European Union for Bird Ringing) biztosítja, melynek fő céljai a tudományos célú madárgyűrűzés szervezése és standardizálása, egységes kódrendszer kialakítása és használata, közös adatbank létrehozása és üzemeltetése, valamint egységes protokoll alapján működő, széles körű kutatási programok koordinálása. Jelenleg 42 gyűrűzőközponttal működik együtt, társult tagként több Európán kívüli központ (pl. Dél-Afrika, Izrael, Japán, USA) is csatlakozott a szervezethez. 1977-ben alapított adatbankjában 2007. október 1-jén 485 faj 4811000 példányának visszafogási adata szerepelt. Kétévente tartott közgyűlései közül 1990-ben Visegrád, 2008-ban Fertőújlak adott otthont.
Gyűrűzőprogramok: Rendszerint egy faj, vagy több hasonló életmódú, esetleg hasonló élőhelyigényű faj gyűrűzésére indított speciális program. Ezek célja rendszerint minél nagyobb számú egyed megjelölése, esetleg speciális jelölés (színes jelölés, GPS jeladó stb.) alkalmazása. Ma egyre gyakoribb, hogy nem (csak) a faj, vagy annak populációi vonulási útvonalának feltérképezése az egyes projektek célja, hanem az élőhelyhasználat és más ökológiai paraméterek vizsgálata. Magyarországon ma külön gyűrűzőprogram foglalkozik a fehér és fekete gólya, a kanalasgém, a rétisas és a szerecsensirály speciális színes jelölésével, valamint a fekete gólya, a vándorsólyom és a kerecsensólyom műholdas nyomkövetésével. Több mint harminc éve zajlik hasonló program a felső-tiszai térség partifecske-állományát illető, minél behatóbb vizsgálatával is.
Állandó ráfordítású gyűrűzés (CES): Olyan gyűrűzőprogram, amely számos országban, nagyszámú gyűrűzőhelyen, fészkelési időszakban, változatlan formában (állandó hálófelület, azonos hálóállások, meghatározott napokon és időtartamban, több éven át) végzett befogások módszerével a fészkelő állomány nagyságának változásait követi nyomon. A befogott és megjelölt madarak mennyiségéből, valamint ezek visszafogásaiból matematikai statisztikai módszerekkel állapíthatók meg a populációs trendek.
Egyéni gyűrűzés: A madárgyűrűzés kezdetétől létező formája a jelölésnek, amikor engedéllyel, a gyűrűzőközpontok valamelyikének gyűrűivel és saját fogóeszközökkel rendelkező önkéntes munkatársak önállóan fogják be és jelölik a madarakat, rendszerint a lakóhelyük közelében. Minden egyéni gyűrűző adatszolgáltatással tartozik az adott gyűrűzőközpont felé, ahol az általa megjelölt madarak adatait is nyilvántartják. Az egyéni gyűrűzés a természetvédelmi jogszabályok szigorodásával lassan visszaszorul.
Törvényességi felügyelet Magyarországon: A védett állatfajok védelmére, tartására, hasznosítására és bemutatására vonatkozó részletes szabályokról szóló 348/2006. (XII. 23.) Kormányrendelet alapján a gyűrűzőengedély megszerzéséhez írásbeli és szóbeli vizsgát kell tenni természetvédelmi jogi ismeretekből, a madárgyűrűzés etikájából, baleset- és egészségvédelemből, valamint madárismeretből. Ez utóbbit külön kell letenni énekesmadarak, ragadozómadarak és vízimadarak gyűrűzéséhez. Speciális programokhoz egy vagy több fajra külön engedély is megszerezhető. A vizsgákat évente két alkalommal a környezet- és természetvédelem terén illetékes minisztérium hirdeti meg, amelyre kompetens vizsgabizottságot állít fel. Védett területeken a madárgyűrűzéshez a területileg illetékes természetvédelmi szakhatóság engedélye is szükséges. Több felügyelőség illetékességi területére érvényes engedély egy eljárásban is megszerezhető az országos természetvédelmi szakhatóságtól.

### Jelentősebb magyarországi gyűrűzőállomások

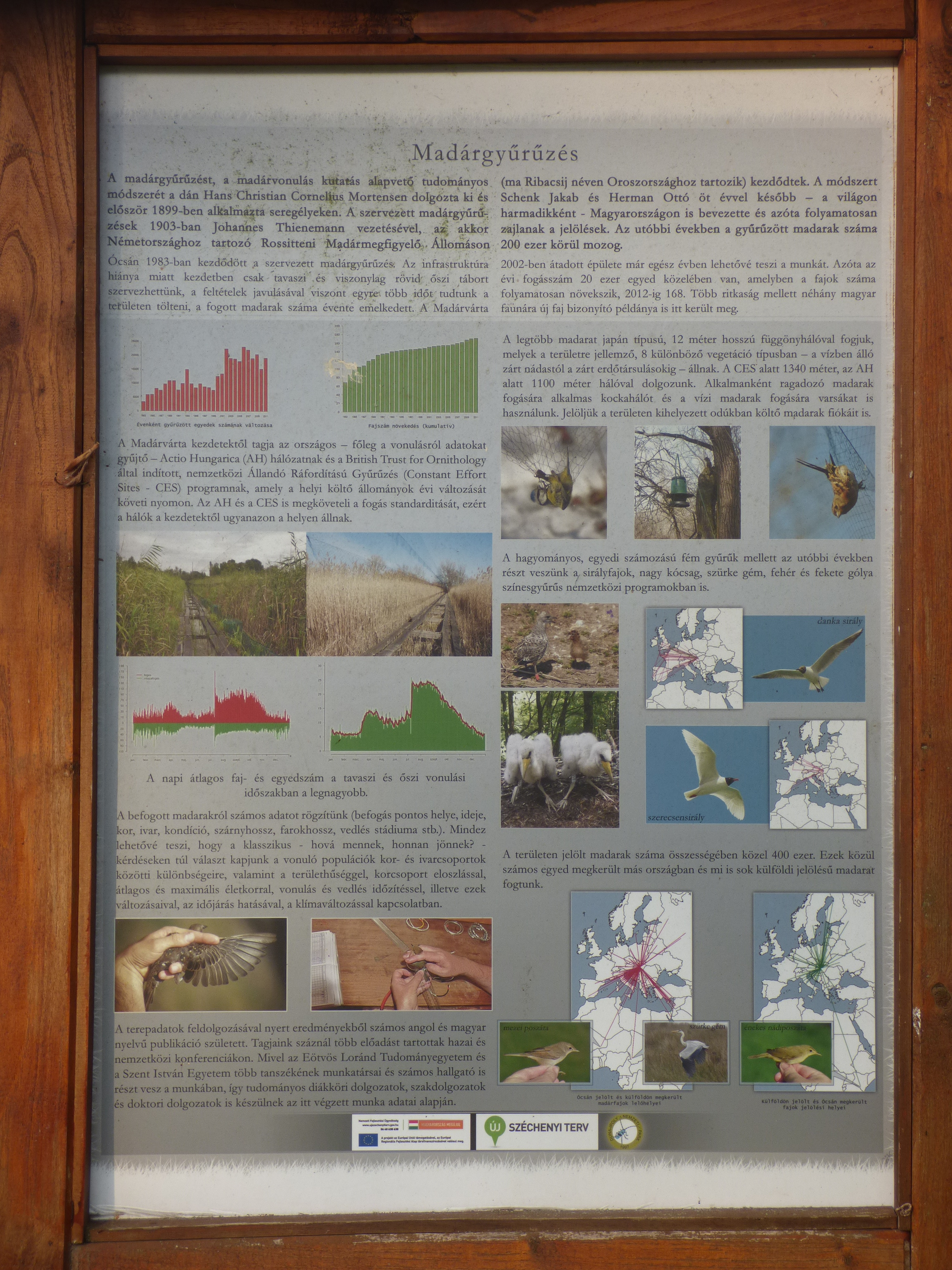
A gyűrűzés lényegét ismertető tábla az Ócsai Madárvártán

Magyarországon először a Magyar Ornithológusok Szövetsége (1928-1945) hozott létre és üzemeltetett a madarak megfigyelése mellett madárgyűrűzéssel és vonuláskutatással is foglalkozó madárvártákat. Ezek közül a fontosabbak az alábbiak voltak: Horthy Miklós Madárvárta - Lakitelek (Zimay Károly, Muraközy Dezső), Esterházy Pál Madárvárta - Kapuvár (Rimler Pál, Király Iván, Breuer György), Bethlen István Madárvárta - Hortobágy (Vásáry István, Nagy Sándor), Klebelsberg Kunó Madárvárta - Dinnyés (Meszleny Pál, Radetzky Dezső).
Jelenleg Magyarországon legalább jelentősebb 12 gyűrűzőállomás működik. A Kiskunságban a Kolon-tavi Madárvárta, amely többek között a fülemülesitke vonuláskutatásáról ismert, a Fertő tó melletti Mekszikópusztai Partimadár-gyűrűző Állomás a vízimadarak jelölésével foglalkozik. Budapesttől délkeletre az Ócsai Tájvédelmi Körzetben 1983-óta működik az Ócsai Madárvárta. Magyarország északkeleti csücskében, a Kaszonyi-hegyen található a Barabási, Keszthelytől délre, a Balaton nádszegélyében a Fenékpusztai Madárvonulás-kutató Állomás. Vas vármegyében működik a Tömördi Madárvárta, Baranyában pedig a sumonyi halastavaknál kialakított Sumonyi Madárvonulás-kutató Állomás. A déli régió és Csongrád-Csanád vármegye meghatározó állomása Sándorfalva mellett a Kiskunsági Nemzeti Park részét képező szegedi Fehér-tó 13-as tóegysége partján működő, elsősorban nádi énekeseket jelölő Fehér-tavi Ornitológiai Tábor.
A legtöbb magyarországi gyűrűzőtábor az Actio Hungarica program szabályai szerint, és a többségük ténylegesen is annak részeként működik.

### Fontosabb eredmények
A madárgyűrűzés gyors elterjedését szerte a világon megkönnyítette, hogy már az első években látványos eredmények születtek. Az eurázsiai vonulási rendszereket nagy vonalakban hamar sikerült felrajzolni. A meggyűrűzött madarak több évtized alatt összegyűlt visszajelentései rámutattak arra is, hogy a vonulási mintázatok fajonként eltérőek, ezen belül a különböző földrajzi elterjedésű populációk vonulási stratégiái és vonulási útvonalai ugyancsak különböznek (különbözhetnek). Általánosnak tekinthető szabály, hogy az északabbi fészkelő állományok egyedei vonulnak legmesszebbre (legdélebbre), míg a délebbiek rövidebb távolságra vonulnak, sok esetben a délebbi elterjedési területen található állományok helyben telelnek. Ez jellemző a mediterrán éghajlatú területekre (pl. Földközi-tenger vidéke).

### Madarak vonulásának kutatása más módszerekkel
A madárvonulás jellemzőinek vizsgálatához nem feltétlenül szükséges a madár megfogása, a jelölése és ma már olyan eszközök is léteznek, amelyek alkalmasak madáregyedek folyamatos nyomon követésére. Az alkalmazandó módszert a kutatás célja és a rendelkezésre álló anyagi források együttesen határozzák meg. A gyűrűzés módszerének alkalmazásával elért látványos eredmények ellenére sok kérdés még mindig megválaszolatlan, mert (főleg a kicsi és rövid életű énekesmadaraknál) alacsony a visszajelentett példányok aránya.
Biometriai vizsgálatok: Általános szabály az élővilágban, hogy az északabbi populációk egyedeinek testméretei a hideg sarkvidék felé haladva nőnek, a madarak között pedig a nagyobb távolságokra vonuló populációk egyedeinek szárnya hosszabb és hegyesebb. Eszerint jellemző biometriai paraméterek mérésével (pl. szárnyhossz, 3. kézevező hossza, szárnyhegyességi index) és azok statisztikai elemzésével az egyes populációkkal jellemezhető vonulási hullámok elkülöníthetőek. A módszer nem minden faj esetében használható, mivel például a fecskék folyamatosan repülnek, így a populációk jellemző méretei nem különülnek el. A biometriai méréseket a gyűrűzéssel kombinálva alkalmazzák, hiszen mindkettőhöz szükséges az egyedek megfogása.
Rádió-telemetria: Az elektronikai miniatürizálás lehetővé tette olyan kis méretű, kellően megbízható, könnyű és kicsiny áramforrással felszerelt rádió adók gyártását, amelyeket már a madarak testére is fel lehet erősíteni anélkül, hogy számottevően csökkennének túlélési esélyeik. A rádiójeleket földi vevőberendezéssel fogni lehet, ebből megállapítható az adó iránya az észlelőhöz képest, a jel erősségének változásával a távolságra is következtetni lehet. Több vevő egyidejű használatával a háromszögelés módszerével a madár tartózkodási helye több kevesebb pontossággal megállapítható.
Műholdas nyomkövetők: Az elektronika alkalmazásának egy új eredménye a kis méretű jeladók alkalmazása, amelyek által kibocsátott jeleket műholdakkal fogják, így az ilyen adóval felszerelt madár pillanatnyi tartózkodási helye gyakorlatilag folyamatosan nyomon követhető, néhány méteres pontossággal. Alkalmazásának hátránya a jelentős költsége, mert nem csupán az adót kell megvenni, hanem a műholdak által fogott jeleket is meg kell vásárolni. A magas költségek miatt csak kevés egyedre felszerelhetőek, így a kapott eredmények nem feltétlenül reprezentálják az adott faj, illetve az adott populáció vonulási mintázatát.
Szinkron számlálások: A madarak befogása és jelölése nélkül alkalmazott módszer, amelyet elsősorban a vízimadaraknál és a ragadozó madaraknál alkalmaznak vonuláskutatásra. Eredményei a vonulás dinamikáját reprezentálják. A szinkron számlálások során nagyon sok élőhelyen egy időpontban (szinkron) számlálják az ott tartózkodó madarakat, rendszerint havi egy alkalommal. Nagyobb léptékben, európai összehasonlításban már a vonulás térbeli mintázata is követhető. Hátránya, hogy sok ember összehangolt, fegyelmezett együttműködése szükséges, ami a ritkán lakott területeken (pl. északon) szinte megoldhatatlan.
Nyomkövetés radarral: A légiközlekedés irányításában és a meteorológiai előrejelzésben alkalmazott radarberendezések észlelik a vonuló madárcsapatokat és a nagyobb testű repülő madarakat, így felhasználhatóak a légtérben mozgó madárrajok mozgásának vizsgálatára.

## Fogságban tartott madarak egyedi jelölése
A fogságban tartott állatok egyedi azonosíthatósága érdekében az alkalmazható módszerek közül (pl. tetoválás, krotália, mikrochip beültetése stb.) a madarak esetében leggyakrabban a zárt vagy nyitott gyűrűvel történő jelölést alkalmazzák. A veszélyeztetett, vadon élő állat- és növényfajok nemzetközi kereskedelméről Washingtoni egyezmény (1973. március 3.) és a A védett állatfajok védelmére, tartására, hasznosítására és bemutatására vonatkozó részletes szabályokról szóló 348/2006. (XII. 23.) Kormányrendelet 5. mellékletének rendelkezései előírják az alkalmazható jelölési módszereket. A vadon élő madaraknál alkalmazott gyűrűtípusok mellett a tenyésztett madarak fiókáira a gyakorlatban zárt gyűrűt is helyezhetnek, amely az egyed kifejlett korában sérülésmentesen már nem távolítható el.

### Állatkerti madarak
Az állatkerti madarak nagy részét egyedi jelöléssel látják el; a veszélyeztetett fajok esetében ezt jogszabályok is előírják. Emellett rendszerint megjelölik a nyílt térben tartott egyedeket is, így lehetővé válik az azonosításuk szökés esetén, ami a faunahamisítás elkerülése miatt is fontos. A csapatban élő fajok egyedeit megkülönböztethetőségük miatt jelölik meg. Használatos a zárt gyűrű (tenyésztett madaraknál), valamint a hagyományos nyitott gyűrű, felirattal és színkombinációban alkalmazva is. Anyaga lehet fém vagy műanyag. A gyűrű felirata a Fővárosi Állat- és Növénykert esetében Budapest Zoo és egy sorszám.

### Solymászmadarak
A solymászatra tartott madarak egyedi jelölését jogszabály teszi kötelezővé. Az egyedi jelölés, ami lehet mikrochip, zárt (tenyésztett madaraknál) vagy rögzíthető fémgyűrű, elsősorban a hatósági nyilvántartás miatt lényeges, de jelentősége van az esetleges szökés esetén az újrabefogás alkalmával szükséges azonosíthatóság miatt is.

### Díszmadarak
A nemzetközi ornitológiai világszövetség – amelynek a hazai szervezetek közül a Magyar Díszmadártenyésztők Országos Szövetsége a tagja – különböző szekciókba sorolja a fogságban tartott madarakat. Mivel a tenyésztői munkához elengedhetetlen az egyedi jelölés, a világszövetség egységes gyűrűket ír elő a nemzeti szervezeteinek. A rajtuk lévő feliratozás országonként változhat, de vannak egységes paraméterek. A gyűrű zárt, így csak bizonyos ideig lehet a fiatal madarakra felhelyezni!
Magyarországon a „szabványos” gyűrű az alábbiak szerint írható le:
- Mérete: testmérettől függően változó.
- Anyaga: alumínium vagy műanyag
- Színe: a világszövetség minden évben meghatároz egy színjelölést, ami azonban nem kötelező (2008–ban ez a szín a kék volt).
- A gyűrű adatai (Magyarországon):

az ország jelölése – 1 karakter (Magyarországon H)
az egyesület jelölése – 2 karakter, közvetlenül az előbbi után
a tag sorszáma – 3 karakter
a kelés éve – 2 karakter, az évszám két utolsó számjegye; ez az adat merőlegesen van feltüntetve a többi adathoz képest
a madár egyedi sorszáma – 3 karakter.
Ha a tenyésztő nem tagja egyetlen egyesületnek sem, akkor az ő jelölése H-00. Amennyiben nem tagja a hazai szövetségnek sem, akkor a nevének kezdőbetűit kell feltüntetni.
A világszövetség minden évben világbajnokságot rendez, amelyen a madarakat pontozzák, az előírt standardnak megfelelően. A rendezvény két helyszínen zajlik, eltérő időben. Egy Európában, egy pedig az amerikai kontinensen.

## Denevérgyűrűzés

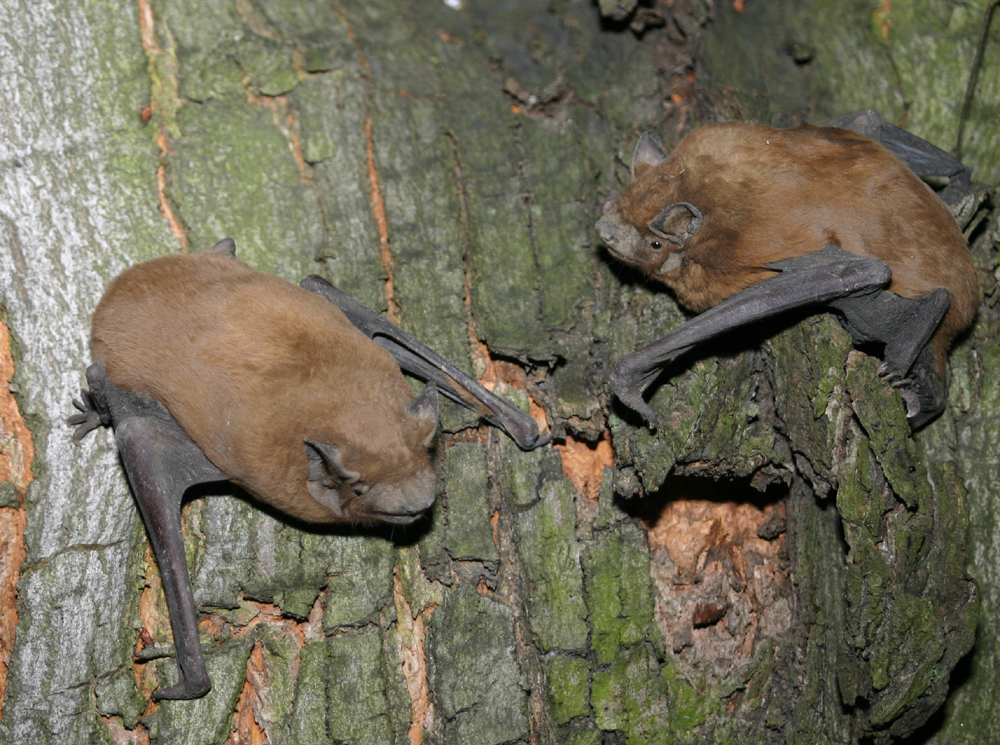
Rőt koraidenevérek

A madarakkal ellentétben a denevérek téli álmot alszanak, miközben életműködésük lelassul, testhőmérsékletük csökken. A telelésre rendszerint barlangokat használnak, amelyeket évről évre felkeresnek a telelés időszakára. Az alkalmas telelőhelyekre csapatosan vándorolnak ősszel, amikor a táplálékukat alkotó repülő rovarok megfogyatkoznak. Vonulás közben szemüket használják tájékozódásra, mivel a táplálékszerzésben használt, az ultrahangok visszaverődésén alapuló navigációjuk (hanglokátor) csak néhányszor tíz méteres távolságon belül megbízható.
A denevérek telelése barlangokban régóta ismert jelenség, azonban az egyes fajok vonulási és telelési szokásai a madarakéhoz hasonlóan alig feltártak, annak ellenére, hogy már 1916-ban történtek próbálkozások a denevérek jelölésére. Intenzívebb kutatások csak az 1930-as évektől folynak. A magyarországi denevérgyűrűzés megindítása Topál György nevéhez fűződik, aki 1951 decemberében helyezte fel az első jelölőgyűrűt a Pál-völgyi-barlangban. Az 1960-as évek közepéig több mint 24.500 denevérre került gyűrű, ezután már kisebb volt a gyűrűzési aktivitás. A denevérkutatás – így a gyűrűzés is – 1990-től élénkült meg újra. A Magyar Denevérkutatók Baráti Köre szervezésében több denevérkutató tábort rendeztek, melyek során az aktív denevérkutatók elsajátíthatták a denevérgyűrűzéshez szükséges ismereteket. 2000-ig újabb kb. 10.000 egyedre került gyűrű, kezdetben magyar gyártmányú, majd az évezred vége felé angol gyártmányú, speciálisan erre kiképzett gyűrűt használtak. Az 1990-es évek végére a gyűrűzési aktivitás ismét csökkent, csak néhányan folytatták az ilyen jellegű kutatómunkát. A denevérgyűrűzés újjászervezésére 2007-ben került sor, ekkor alakult meg a Magyar Denevérgyűrűzési Központ, melynek a Magyar Természettudományi Múzeum biztosít intézményi kereteket.
A denevérek gyűrűzésére hazánkban csak szabályos profilú, a Magyar Denevérgyűrűzési Központ által kiadott gyűrű használható fel. A denevérek gyűrűzésére három gyűrűtípust használnak. A gyűrűket úgy kell felhelyezni, hogy a gyűrűszám utolsó számjegyei a szárny hátoldalára és a csukló felé kerüljenek. Összezáráskor vigyázni kell, hogy a gyűrűt a lehető legtágabbra hagyjuk, de még biztosan ne eshessen le és ne csúszhasson át a csuklón.
- I. méret (2.9 mm belső átmérő): ezt a típus a következő fajok gyűrűzésére használható: alpesi denevér (Hypsugo savii), nimfadenevér (Myotis alcathoe), Brandt-denevér (Myotis brandtii), bajuszos denevér (Myotis mystacinus), fehérszélű törpedenevér (Pipistrellus kuhlii), durvavitorlájú törpedenevér (Pipistrellus nathusii), közönséges törpedenevér (Pipistrellus pipistrellus), szoprán törpedenevér (Pipistrellus pygmaeus). A talpak között 0.5–1 mm rést kell hagyni.
- II. méret (4.2 mm belső átmérő): ez a típus a következő fajok gyűrűzésére használható: nyugati piszedenevér (Barbastella barbastellus), északi késeidenevér (Eptesicus nilssonii), nagyfülű denevér (Myotis bechsteinii), tavi denevér (Myotis dasycneme), vízi denevér (Myotis daubentonii), csonkafülű denevér (Myotis emarginatus), horgasszőrű denevér (Myotus nattereri), hosszúszárnyú denevér (Miniopterus schreibersii), szőröskarú koraidenevér (Nyctalus leisleri), szürke hosszúfülű-denevér (Plecotus austriacus), barna hosszúfülű-denevér (Plecotus auritus), kereknyergű patkósdenevér (Rhinolophus euryale), kis patkósdenevér (Rhinolophus hipposideros), fehértorkú denevér (Vespertilio murinus). A talpak között kb. 1 mm rést kell hagyni.
- III. méret (5.2 mm belső átmérő): ez a típus a következő fajok gyűrűzésére használható: közönséges késeidenevér (Eptesicus serotinus), hegyesorrú denevér (Myotis oxygnathus), közönséges denevér (Myotis myotis), óriás koraidenevér (Nyctalus lasiopterus) , rőt koraidenevér (Nyctalus noctula), nagy patkósdenevér (Rhinolophus ferrumequinum). A talpak között 1–2 mm rést hagyunk.

A Magyar Denevérgyűrűzési Központ címe: Budapest 1083 Ludovika-tér 2. Telefon: +36-1-210-1075 E-mail: gorfi@tmta.hu.